# ウィエンパーパオ郡
座標: 北緯19度20分54秒 東経99度30分24秒 / 北緯19.34833度 東経99.50667度
ウィエンパーパオ郡（ウィエンパーパオぐん）はタイ北部・チエンラーイ県の郡（アムプー）。

## 名称
ウィエンパーパオとはハト科の鳥の一種パオの鳥 (Crocopus phoenicopterus veridifrons) の森という意味である。

## 歴史
郡の歴史は古く1世紀頃建てられたと思われる以降が残っている。
1907年、メープリック郡（現在のメースワイ郡の）分郡（キンアムプー）として成立。1932年郡（アムプー）に昇格した。

## 地理
ラーオ川の形成した谷間にあり、郡内の主な水源も同河川である。北東と北西から南にかけて山岳地帯が広がっている。
国道118号線が北から南西に向かって通っており、北にチエンラーイ方面、南にチエンマイ方面とつながっている。西に国道1150号線が延びており、チエンダーオとつながっている。国道120号線が東に延びておりパヤオ方面とつながっている。

## 経済
農業が盛んで、コメ、キノコ、ショウガ、トウモロコシ、柑橘類、キマメなどの生産のほか、水牛、豚などの畜産も行われている。また、藤蔓や竹を編んでつくった手工業も行われている。
また、タムボン・ウィエンカーロンでは名産品として陶器を生産している。

## 行政区分
郡内には7のタムボンがあり、さらにその下位に92の村（ムーバーン）がある。自治体（テーサバーン）があり以下のようになっている。
- テーサバーンタムボン・ウィエンパーパオ・・・タムボン・ウィエンの一部
- テーサバーンタムボン・メーカチャーン・・・タムボン・メーチェーディーの一部

また郡内には7のタムボン行政体（オンカーンボーリハーンスワンタムボン）がある。
1. タムボン・サンサリー・・・ตำบลสันสลี
2. タムボン・ウィエン・・・ตำบลเวียง
3. タムボン・バーンポーン・・・ตำบลบ้านโป่ง
4. タムボン・パーギウ・・・ตำบลป่างิ้ว
5. タムボン・ウィエンカーロン・・・ตำบลเวียงกาหลง
6. タムボン・メーチェーディー・・・ตำบลแม่เจดีย์
7. タムボン・メーチェーディーマイ・・・ตำบลแม่เจดีย์ใหม่